# Gentlemani (seriál, 2024)
Gentlemani je akční komediálně-dramatický seriál vytvořený Guyem Ritchiem pro Netflix. Jedná se o spin-off Ritchieho stejnojmenného filmu z roku 2019. Hlavní role hraje Theo James a Kaya Scodelario. Seriál byl vydán 7. března 2024, v srpnu téhož roku byl obnoven pro druhou sérii.

## Děj
Britský aristokrat a voják Edward Horniman nečekaně, jakožto druhorozený syn, zdědil po smrti svého otce, celý rodinný majetek, panství o rozloze 6 000 hektarů (15 000 akrů) a titul vévody z Halsteadu. Edward se následně dozvídá, že pozemky panství slouží drogovému kartelu k pěstování konopí. Nyní je jeho úkolem ochránit rodinu před nebezpečím a vymanit se z vlivu kartelu.

## Obsazení

### Hlavní role
- Kaya Scodelario jako Susan „Susie“ Glassová, de facto šéfka zločineckého syndikátu Bobbyho Glasse, který je ve vězení
- Theo James jako Edward „Eddie“ Horniman, 13. vévoda z Halsteadu, bývalý voják, který sloužil v jednotce Mírových sil OSN
- Daniel Ings jako lord Frederick „Freddy“ Horniman, Eddieho nespolehlivý starší bratr závislý na kokainu
- Jasmine Blackborow jako lady Charlotte „Charly“ Hornimanová, mladší sestra Eddieho a Freddyho
- Joely Richardsonová jako Sabrina Hornimanová, vévodkyně z Halsteadu a matka Eddieho, Freddyho a Charlotte
- Joshua McGuire[pozn. 1] jako Peter Spencer-Forbes / „Pete“
- Vinnie Jones jako Geoffrey Seacombe, dlouholetý hajný a správce sídla Hornimanových, otec Charlotte
- Edward Fox[pozn. 1] jako Archibald Horniman, 12. vévoda z Halsteadu, otec Eddieho a Freddyho Hornimanových
- Giancarlo Esposito jako Stanley Johnston, americký miliardář milující víno, který se snaží koupit sídlo Hornimanových
- Ray Winstone jako Robert „Bobby“ Glass, Susiin otec a uvězněný šéf zločineckého syndikátu
- Freddie Fox[pozn. 1] jako Max Bassington, herec s temným tajemstvím
- Kristofer Hivju[pozn. 1] jako Florian de Groot, belgický distributor konopí a celník v bruggách
- Laurence O'Fuarain[pozn. 1] jako JP Ward, hlava kočovné rodiny, která se stane novým distributorem konopí

### Vedlejší a hostující role
- Michael Vu jako James „Jimmy“ Chang, Susiein hlavní pěstitel konopí
- Harry Goodwins jako Jack Glass, Susiein bratr a profesionální boxer
- Josh Finan jako Jethro, účetní zločinecké rodiny Scouseových
- Martha Millanová jako Mercy Moreno, filipínská obchodnice se sportovními vozy, které používá k pašování kolumbijského kokainu

## Galerie
Herci obsazení do hlavních rolí
- Kaya Scodelario
- Theo James
- Joely Richardson
- Josh McGuire
- Vinnie Jones
- Edward Fox
- Giancarlo Esposito
- Ray Winstone
- Kristofer Hivju

## Seznam dílů
| Č. v seriálu | Původní název                       | Český název                     | Režie           | Scénář                                            | Premiéra       |
| ------------ | ----------------------------------- | ------------------------------- | --------------- | ------------------------------------------------- | -------------- |
| 1            | Refined Aggression                  | Ušlechtilá agrese               | Guy Ritchie     | Guy Ritchie & Matthew Read                        | 7. března 2024 |
| 2            | Tackle Tommy Woo Woo                | Zebra Tommy Dodo                | Guy Ritchie     | Guy Ritchie & Matthew Read                        | 7. března 2024 |
| 3            | Where's My Weed At?                 | Kde mám trávu?                  | Nima Nourizadeh | Haleema Mirza & Matthew Read                      | 7. března 2024 |
| 4            | An Unsympathetic Gentleman          | Nesoucitný gentleman            | Nima Nourizadeh | Matthew Read & Billy Mason Wood & Theo Mason Wood | 7. března 2024 |
| 5            | I've Hundreds of Cousins            | Mám stovky bratranců            | Eran Creevy     | Stuart Carolan                                    | 7. března 2024 |
| 6            | All Eventualities                   | Připraven na vše                | Eran Creevy     | Stuart Carolan                                    | 7. března 2024 |
| 7            | Not Without Danger                  | Ne bez nebezpečí                | David Caffrey   | John Jackson                                      | 7. března 2024 |
| 8            | The Gospel According to Bobby Glass | Evangelium podle Bobbyho Glasse | David Caffrey   | Matthew Read                                      | 7. března 2024 |